# Dokuceaieve, Ustînivka
Dokuceaieve (în ucraineană Докучаєве) este localitatea de reședință a comunei Dokuceaieve din raionul Ustînivka, regiunea Kirovohrad, Ucraina.

## Demografie
Componența lingvistică a localității Dokuceaieve
     Ucraineană (93,33%)
     Rusă (3,29%)
     Română (1,1%)
     Alte limbi (0,59%)
Conform recensământului din 2001, majoritatea populației localității Dokuceaieve era vorbitoare de ucraineană (93,33%), existând în minoritate și vorbitori de rusă (3,29%), armeană (1,69%) și română (1,1%).